# 曹伯啟
曹伯启（1255年—1333年），字士开，元朝济宁砀山（今安徽砀山县）人。
他是李谦的弟子，孜孜不倦的勤于问学。元世祖至元年间，担任兰溪主簿，升为常州路推官，明察断狱。后来历任为河南省都事、台州路治中、西台御史。延祐元年（1314年）升为刑部侍郎。后来出任真定路总管，治尚宽简，百姓得安。延祐五年（1318年），为司农丞。奉旨至江浙议盐法，罢除检校官，在浙东、浙西，设置六仓，设运盐官，规定输运之期、出纳次序，后作为法令。元英宗至治年间，召任为山北廉访使。入朝为集贤学士、侍御史，参与刊定《大元通制》。不久，改任浙西廉访使。泰定帝时，以年老辞官归乡，优游乡社之间。他性情庄重严肃，奉身清白简约，在中台，所推荐的名士很多。天历年间，官至淮东廉访使、陕西诸道行御史台中丞，因年老没有就任。至顺三年（1332年），长子曹震亨在毗陵去世，他前去治丧。次年二月，他也在毗陵去世，年七十九岁。著有诗文十卷。名《汉泉漫藁》（《曹文贞公诗集》）、《续集》三卷。